# Kenny Aaronson
Kenny Aaronson (14 de abril de 1952 en Brooklyn, Nueva York) es un bajista estadounidense. Siendo un adolescente, tocó en una agrupación llamada Dust, la cual incluía a Marky Ramone, con la que grabó dos álbumes entre 1971 y 1972. En 1973, Aaronson se unió a la banda Stories, con la que grabó el sencillo "Brother Louie", que sorprendentemente alcanzó el n.º 1 en las listas Billboard, Cashbox y Record World. Fue nombrado el "Bajista del Año" en 1988 por la revista Rolling Stone. Salió de gira junto a Bob Dylan e hizo una audición para los Rolling Stones en 1994. También ha colaborado con una gran variedad de artistas y bandas como Billy Idol, Billy Squier, Foghat, Brian Setzer, Dave Edmunds, Sammy Hagar, Neal Schon, Michael Shrieve, Mick Taylor, Blue Öyster Cult, Graham Parker, Hall and Oates, Edgar Winter, Robert Gordon, Leslie West, Rick Derringer y Joan Jett.

## Discografía

### Dust
- Dust (1971)
- Hard Attack (1972)

### Stories
- Brother Louie (1973)
- Traveling Underground (1973)

### Rick Derringer
- Derringer (1976)
- Sweet Evil (1977)
- Derringer Live (1977)
- If I Weren't So Romantic, I'd Shoot You (1978)
- Guitars And Women (1979)
- Rock And Roll Hoochie Koo: The Best Of Rick Derringer (1996)

### Hagar Schon Aaronson Shrieve
- Through the Fire (1984)

### Blue Öyster Cult
- Club Ninja (1986)
- Imaginos (1988)

### Billy Idol
- Vital Idol (1987)

### Michael Monroe
- Not Fakin' It (1989)

### Joan Jett and the Blackhearts
- Pure and Simple (1994)
- Fit to Be Tied (1997)